# Thecophora
Thecophora es un género de moscas de la familia Conopidae.

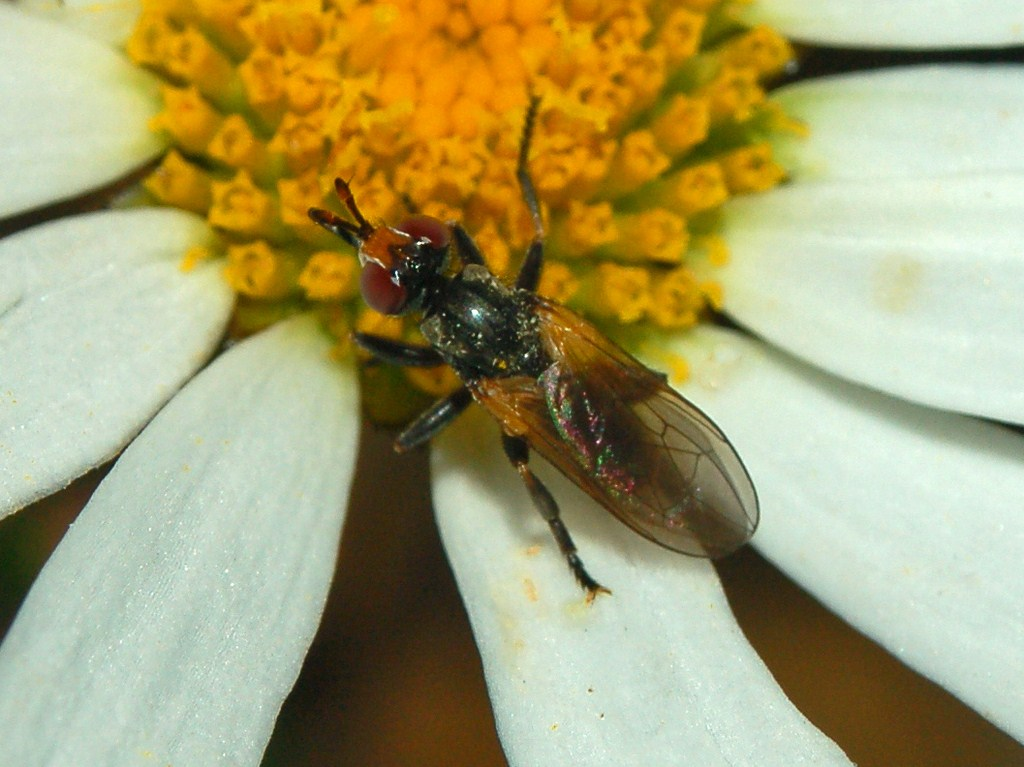
Thecophora atra

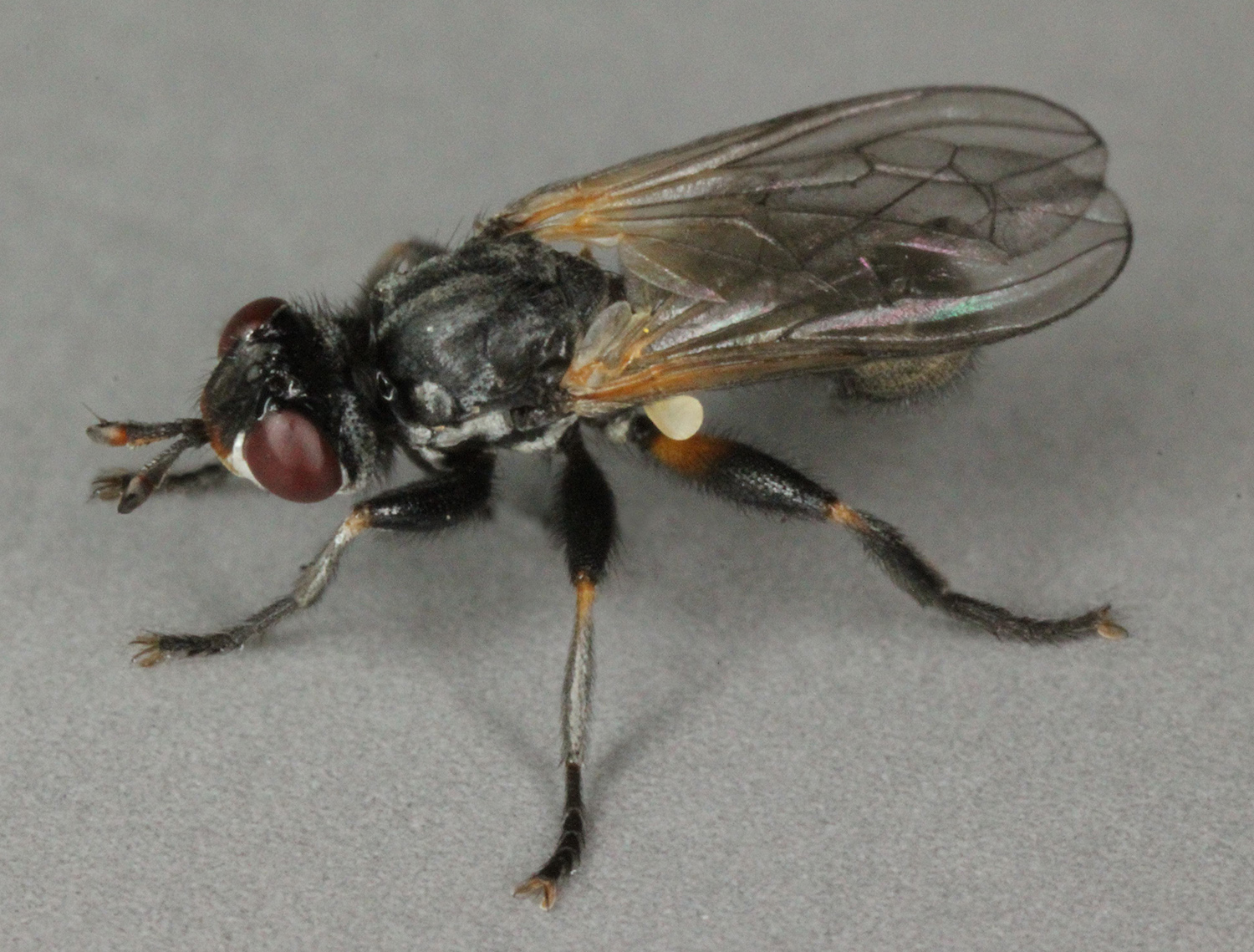
Thecophora atra, North Wales

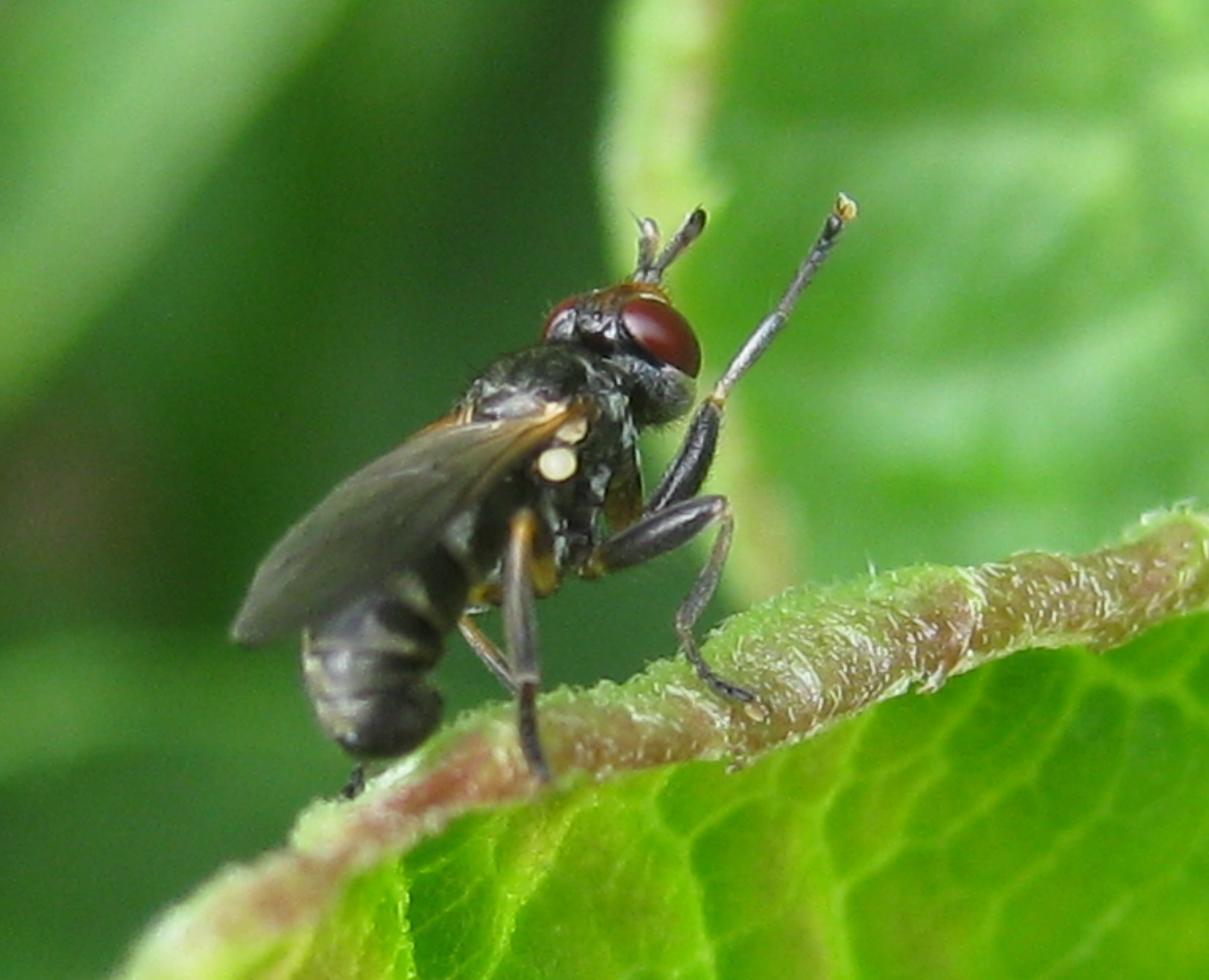
Thecophora sp.

Se las encuentra en flores. Son endoparásitos de otros insectos, generalmente abejas.

## Especies
Estas 42 especies pertenecen al género Thecophora:
- Thecophora abbreviata (Loew, 1866) i c g
- Thecophora africana (Brunetti, 1925) c g
- Thecophora apivora Zimina, 1968 c g
- Thecophora atra (Fabricius, 1775) c g
- Thecophora australiana (Camras, 1955) c g
- Thecophora bimaculata Preyssler, 1791 c g
- Thecophora caenovala (Krober, 1916) c g
- Thecophora caevovalva (Krober, 1915) g
- Thecophora cinerascens Meigen, 1804 c g
- Thecophora clementsi g
- Thecophora curticornis (Krober, 1916) c g
- Thecophora distincta (Wiedemann in Meigen, 1824) c g
- Thecophora flavicornis (Krober, 1936) c g
- Thecophora flavipes (Brunetti, 1923) c g
- Thecophora freidbergi g
- Thecophora fulvipes Robineau-Desvoidy, 1830 c g
- Thecophora haitiensis (Parsons, 1940) c g
- Thecophora hyalipennis (Krober, 1916) c g
- Thecophora jakutica Zimina, 1974 c g
- Thecophora longicornis (Say, 1823) i c g
- Thecophora longirostris Lyneborg, 1962 c g
- Thecophora luteipes (Camras, 1945) i c g
- Thecophora melanopa Róndani, 1857 c g
- Thecophora metallica Camras, 1962 c g
- Thecophora modesta (Williston, 1883) i c g
- Thecophora nigra (Van Duzee, 1927) i c g
- Thecophora nigrifrons g
- Thecophora nigripes (Camras, 1945) i c g
- Thecophora nigrivena Camras, 1962 c g
- Thecophora obscuripes (Chen, 1939) c g
- Thecophora obsoleta g
- Thecophora occidensis (Walker, 1849) i c g
- Thecophora papuana Camras, 1961 c g
- Thecophora philippinensis Camras, 1960 c g
- Thecophora pilosa (Krober, 1916) c
- Thecophora propinqua (Adams, 1903) i c g b
- Thecophora rufifrons Camras, 1981 c g
- Thecophora ruwenzoria Camras, 1962 c g
- Thecophora sauteri (Krober, 1916) c g
- Thecophora simillima (Meijere, 1904) c g
- Thecophora submetallica g
- Thecophora testaceipes (Chen, 1939) c g

Fuentes: i = ITIS, c = Catalogue of Life, g = GBIF, b = Bugguide.net